# KrAZ Hurricane
KrAZ Hurricane — семейство украинских MRAP с V-образным днищем и колёсной формулой 8×8, созданных компанией «АвтоКрАЗ» вместе с канадской компанией Streit Group на основе КрАЗ-7634НЕ. Машина представлена в первой половине 2015 года.

## История создания
Создание автомобиля началось на рубеже 2014—2015 года. 2 января 2015 года главный конструктор ОАО «АвтоКрАЗ» Сергей Васичек заявил, что на шасси КрАЗ-7634 создаётся многофункциональный модульный бронеавтомобиль, и первый прототип этой бронемашины будет представлен в первой половине 2015 года. 9 февраля 2015 года ген. директор «АвтоКрАЗ» Роман Черняк сообщил, что производство MRAP ещё не начато.
19 февраля 2015 года компания Streit Group представила показательный образец MRAP Hurricane на выставке вооружений IDEX-2015.
Из-за войны в Донбассе некоторые считали, что Украина станет одним из первых заказчиков Hurricane. Но массовой закупки этой, безусловно, хорошей машины так и не произошло. Украина всегда успешно продавала своё оружие другим странам, и украинские образцы практически всегда были на показах богатых арабских стран. Но при этом информации про какие-то существенные закупки «Ураганов» другими странами так и нет.

## Описание
MRAP КрАЗ «Ураган» (KrAZ «Hurricane») построен на базе 4-осного грузового автомобиля повышенной проходимости КрАЗ-7634НЕ с колёсной формулой 8×8. Все элементы колёсного шасси были усилены с целью удержания дополнительного веса бронированного корпуса.
Корпус бронеавтомобиля КрАЗ «Ураган» сваренный с листов бронированной стали, что обеспечивает баллистическую защиту с разных сторон соответствующего уровню 4 STANAG 4569 стандарта НАТО (защита при обстреле бронебойными пулями калибра 14,5 мм с расстояния 200 м) следует сказать что по запросу заказчика уровень защиты может быть на уровень ниже но не меньше 2 уровня. Корпус машины исполнен монолитно с кабиною. Компоновка без капотная. Двигатель расположен за кабиной. Между кабиной и десантным отсеком имеется спец проход.
Днище имеет V-образную форму, что даёт возможность перенаправить взрывную волну под колесами и днищем машины вбок, уменьшая тем самым мощность взрыва на экипаж и десант. Днище выдерживает взрыв на фугасе, эквивалентном 10 кг тротила, что соответствует уровню 4а, 4б STANAG 4569.
Кругозор с кабины обеспечивается триплексами из пуленепробиваемого стекла. Кроме этого, есть камера заднего вида, трансляция какой передаётся на монитор в отделении управления (кабина).
Десантное отделение имеет внутри противоосколочный подбой, а в бортах — стеклоблоки из пуленепробиваемого стекла с амбразурами для ведения огня из личного оружия десанта. Десантное отделение имеет двойной пол и сидения, что подвешиваются, для бойцов с амортизацией ударных нагрузок от взрыва. Вместительность десантного отделения составляет 14 полностью вооружённых военнослужащих, что располагаются вдоль бортов один против другого. Посадка и эвакуация экипажа происходит через боковые двери кабины, десантники — через кормовые двери, оснащённые стеклоблоком с амбразурой. Десантное отделение может быть изменено в зависимости от поставленных задач.
Семейство автомобилей КрАЗ «Ураган» включает множество модификаций. Помимо представленного здесь автомобиля для перевозки личного состава, могут быть разработаны шасси для установки различных вооружений, включая РСЗО «Ураган», ракетные комплексы, артиллерийские системы, ППО и многое другое. Полная масса «Урагана» составляет 24 тонны, а его грузоподъёмность достигает 5 000 кг.

## Двигатель
За кабиной управления размещено моторно-трансмиссионное отделение (МТО) с турбодизелем Cummins ISM 385 мощностью 380 л. с. (279,5 кВт) при 1900 оборотах в минуту в едином блоке с автоматической шестиступенчатой трансмиссией Allison 400. Хотя могут быть смонтированы двигателя разных изготовителей, зависит от запроса заказчика мощностью 350—450 л. с. (257—331 до кВт). Объём двух бензиновых баков составляет 500 л.

## Технические характеристики
- Двигатель Cummins ISME 385, 10,8 л, 6 цилиндров в ряд, с турбонаддувом[6] (мощность 380 л. с. при 1900 об./мин.)
- Передача Allison 4000 (6-ступенчатая автоматическая коробка передач)[7]
- Колёсная база 1750/3400/1400 мм
- Грузоподъёмность 5 тонн[1]
- Топливные баки: два топливных бака по 250 литров[1]

Компоненты подвески усилены, чтобы компенсировать дополнительный вес транспортного средства

## Операторы
- Украина — неизвестное количество